# Syzygium lifuanum
Syzygium lifuanum är en myrtenväxtart som beskrevs av Albert Ulrich Däniker. Syzygium lifuanum ingår i släktet Syzygium och familjen myrtenväxter. Inga underarter finns listade i Catalogue of Life.